# Anancus
Anancus (von griech.: an- = un- und lat.: ancus = gekrümmt) ist eine ausgestorbene Gattung der Rüsseltiere und ging aus den Gomphotherien hervor. Es werden etwa zehn Arten unterschieden. Anancus gehört mit teilweise mehr als 3,5 Metern Schulterhöhe zu den größten Gattungen der Rüsseltiere und lebte vor etwa 7 bis 2 Millionen Jahren.

## Merkmale
Anancus war ein großes Rüsseltier und besaß im Vergleich zu den Gomphotherien schon deutlich entwickeltere Merkmale in Richtung der Echten Elefanten (Elephantidae). So besaß er einen kurzen Schädel mit einem konvex geformten und deutlich höheren Schädeldach als bei seinen stammesgeschichtlich älteren Verwandten. Die Alveolen der oberen Stoßzähne standen in einem deutlichen Winkel zueinander, die Stoßzähne selbst  erreichten bis zu 3 m Länge. Der Unterkiefer war deutlich verkürzt, was dazu führte, dass die für die Gomphotherien typischen Unterkieferstoßzähne stark verkümmert waren oder vollständig fehlten.
Das Gebiss war charakterisiert durch drei bunodonte Molaren in jedem Kieferast. Dabei besaßen die beiden vorderen Molaren jeweils vier Leisten mit hohen Zahnschmelzhöckern an den Enden, während der letzte Molar fünf oder sechs Leisten aufwies. Markant bei den Zähnen von Anancus war, dass diese Leisten nicht durchgehend verliefen, sondern geteilt (Halbjoche) und alternierend zueinander versetzt waren. Im Milchgebiss waren auch noch – die beiden letzten – Prämolaren ausgebildet.
Die Stoßzähne waren beinahe vollständig gerade, was der Rüsseltiergattung ihren Namen gab, und bei den größeren Vertretern bis zu 3 m lang. Ihr weitgehend runder Querschnitt unterschied sie von den Stoßzähnen der Gomphotherien, die häufig horizontale oder vertikale Stauchungen aufwiesen. Ein 2004 in den Siwaliks (Pakistan) gefundenes Exemplar wies eine Länge von 2,72 m auf bei einem Durchmesser von maximal 17,2 cm. Bemerkenswert sind die im Querschnitt auftretenden Schreger-Linien, rosettenartig geformte, abwechselnd hell- und dunkelfarbige Strukturen, die auf einen regelmäßigen Wechsel des Kollagengehaltes im Zahnbein zurückgehen. Diese Strukturen sind auch bei anderen Rüsseltieren mit großen Stoßzähnen, wie den heutigen Elefanten, dem Mammut, aber auch bei einigen Mastodonten, vorhanden. Die Winkel, mit denen sich die Linien regelmäßig treffen, sind bei Anancus sehr spitz und unterscheiden sich damit charakteristisch von denen anderer Rüsseltierarten.

## Verbreitung und Arten
Das Verbreitungsgebiet von Anancus umfasste weite Bereiche der Alten Welt. Das Rüsseltier war in ganz Eurasien verbreitet und drang im Norden bis nach England vor, im Osten war es auch auf den japanischen Inseln anzutreffen. Relativ häufig trat es auch in Zentralasien auf. Weiterhin ist Anancus auch in Nord- und Zentralafrika nachgewiesen; aus letzterer Region verschwand die Art aber relativ früh wieder. In Mitteleuropa sind Funde von Anancus relativ selten. Nachgewiesen sind Exemplare in Sedimenten aus dem oberen Miozän und dem Pliozän Rheinhessens und Hessens. Bedeutende Fundgebiete sind hier vor allem die Dorn-Dürkheim-Formation und die sog. Arvernensis-Schotter des Mainzer Beckens.
Bisher wurden zehn Arten von Anancus beschrieben. Ihre taxonomische Eigenständigkeit ist nicht in jedem Fall gesichert, da es sich nach Ansicht einiger Paläontologen teilweise auch um Synonyme handelt. So wird Anancus osiris auch als Synonym von Anancus kenyensis  oder Anancus alexeevae als solches von Anancus arvernensis angesehen.
- Anancus alexeevae Baigusheva, 1971, oberes Pliozän, Europa;
- Anancus arvernensis (Croizet & Jobert, 1828), Typusart, Pliozän bis unteres Pleistozän, Europa;
- Anancus capensis (Sanders, 2007);
- Anancus kazachstanensis (Auberkova, 1974), oberes Pliozän, Zentralasien;
- Anancus kenyensis (MacInnes, 1942), spätes Miozän von Zentral- und Ostafrika, Pliozän von Nordafrika;
- Anancus osiris (Arambourg, 1945), Pliozän, Nordafrika;
- Anancus perimensis (Falconer & Cautley, 1847), Südasien (Siwaliks, Indien);
- Anancus petrocchii (Coppens, 1965), oberes Miozän, Nordafrika;
- Anancus sinensis (Hopwood, 1935), Pliozän, Ostasien;
- Anancus sivalensis (Cautley, 1837), Pliozän Südasien (Siwaliks, Pakistan).

## Stammesgeschichte
Anancus erschien erstmals am Ende des Miozäns vor etwa 7 Millionen Jahren und ersetzte Tetralophodon, von dem es vermutlich abstammt. Beide Gattungen sind eng mit den Gomphotherien verwandt. Aufgrund ihres markanten Aufbaus der vorderen Molaren mit vier horizontalen Leisten werden sie auch als "tetralophodonte" Gomphotherien bezeichnet, während Forscher die stammesgeschichtlich älteren echten Gomphotherien den "trilophodonten" zuweisen. Der bunodonte Zahnaufbau lässt auf einen spezialisierten Blattfresser (browser) schließen. Einige der späteren Vertreter, wie etwa Anancus alexeevae, zeigten aber auch Anpassungen an offene Landschaften. Im unteren Pleistozän vor rund 1,8 Millionen Jahren verschwand Anancus wieder. Das Aussterben dieser Rüsseltiergattung hängt vermutlich ursächlich mit den klimatischen Änderungen am Übergang vom Pliozän zum Pleistozän zusammen, die eine Ausbreitung offener Landschaften mit Ausbildung von Steppen in weiten Teilen Eurasiens begünstigten.

## Taxonomie
Auguste Aymard, Konservator am Musée Crozatier in Le Puy-en-Velay in Frankreich, machte in der ersten Hälfte des 19. Jahrhunderts in der Umgebung der Stadt immer wieder Funde von Zähnen und Knochen von Mastodonten, darunter einer Art, die er später Anancus macroplus nannte. Ein Knochen des Metacarpus und zwei Mahlzähne wurden im Jahr 1847 im Bulletin de la Société Géologique de France beschrieben, aber ohne die Nennung des Namens Anancus. Die Paläontologie befand sich damals noch in ihrer Anfangsphase, und so kam es zwar zur Zusammenstellung einer Liste der von Auguste Aymard entdeckten Arten anlässlich einer Sitzung der Société Academique im Januar 1855 sowie einer Erwähnung in den Schriften des Congrés Scientifique de France 1855, jedoch zu keiner gültigen Erstbeschreibung der Gattung Anancus oder der Art Anancus macroplus. Zusammen mit anderen frühpleistozänen Säugetierresten aus der Auvergne wurden die Fossilien der Mastodonten im Musée Croizet aufbewahrt. 1859 verglich Edouard Lartet die mit Anancus macroplus beschrifteten Zähne mit denen von Mastodon arvernensis, das 1828 von Jean-Baptiste Croizet und Antoine Claude Gabriel Jobert beschrieben worden war. Obwohl Croizet und Jobert nur Milchzähne gefunden hatten, stellte Lartet fest, dass sie denselben Bau wie die von Anancus macroplus hatten. Das früher entdeckte Mastodon arvernensis wurde daher die Typusart der Gattung Anancus und der Name zu Anancus arvernensis neu kombiniert. Als Jahr der Erstbeschreibung von Anancus wird meist 1855 angegeben; viele Paläontologen sind jedoch der Auffassung, dass diese Gattung erst durch die Arbeit von Lartet 1859 gültig beschrieben worden ist.
Ursprünglich sah man Anancus als eine Gattung innerhalb der Gomphotherien der Überfamilie Gomphotherioidea an. Aufgrund neuerer Untersuchungen, u. a. von Jeheskel Shoshani und Pascal Tassy, wurde sie aber wieder aus dieser Gruppe ausgegliedert und wegen ihres moderneren Schädelbaues an die Basis der gegenüber den Gomphotherien weiter entwickelten Überfamilie Elephantoidea, zu der auch die Stegodonten und die heutigen Elefanten gehören, gestellt. Eine Zuweisung zu einer bestimmten Familie erfolgte dabei bisher noch nicht (Familie incertae sedis). Einige Paläontologen bleiben aber bei der traditionellen Gliederung und belassen Anancus bei den Gomphotherien.